# قنبري (مقاطعة فسا)
قنبري (بالإنجليزية: Tolombeh-ye Sahbat Qanbari)‏ هي human-geographic territorial entity تقع في فارس في إيران.